# Uwe Wanke
Uwe Wanke (* 6. März 1962 in  Buchen-Hainstadt) ist ein deutscher Politiker (AfD). Von Juli 2020 bis April 2021 war er Mitglied des Landtags von Baden-Württemberg.

## Leben
Wanke ist gelernter Industriekaufmann. Seit dem 22. Lebensjahr ist er im Bereich Beratung und Verkauf in der Immobilienbranche tätig. Er leistete seinen Wehrdienst in Hammelburg und Walldürn ab sowie ein soziales Jahr in der Vesalius-Klinik in Bad Rappenau.
Bei der Landtagswahl in Baden-Württemberg 2016 trat Wanke für seine Partei im Wahlkreis Neckar-Odenwald an. Er verfehlte zunächst den Einzug in den Landtag, rückte jedoch am 2. Juli 2020 nach dem Tod von Klaus Dürr nach. Bei der Landtagswahl 2021 kandidierte er nicht erneut.
Wanke kandidierte zweimal erfolglos bei Bürgermeisterwahlen: 2021 in Haßmersheim (4,2 %) und 2024 in Binau (1,5 %).
Wanke hat zwei erwachsene Kinder und lebt in Haßmersheim.